# Butoiești, Mehedinți
Butoiești este satul de reședință al comunei cu același nume din județul Mehedinți, Oltenia, România.

## Personalități
- Constantin Rădulescu-Motru

## Vezi și
- Biserica de lemn din Butoiești